# Язу (река)
Язу (на английски: Yazoo River) е река в Съединените американски щати, приток на река Мисисипи. Дължината ѝ е 306 км. Реката се образува от сливането на реките Талахачи и Ялобуша северно от Грийнуд, Мисисипи. По течението си реката силно криволичи на юг-югозапад и се влива в река Мисисипи при Виксбърг. Реката носи името на индианското племе живяло по бреговете и. По-големи градове по реката са Грийнууд и Язу Сити.